# 火车站桥

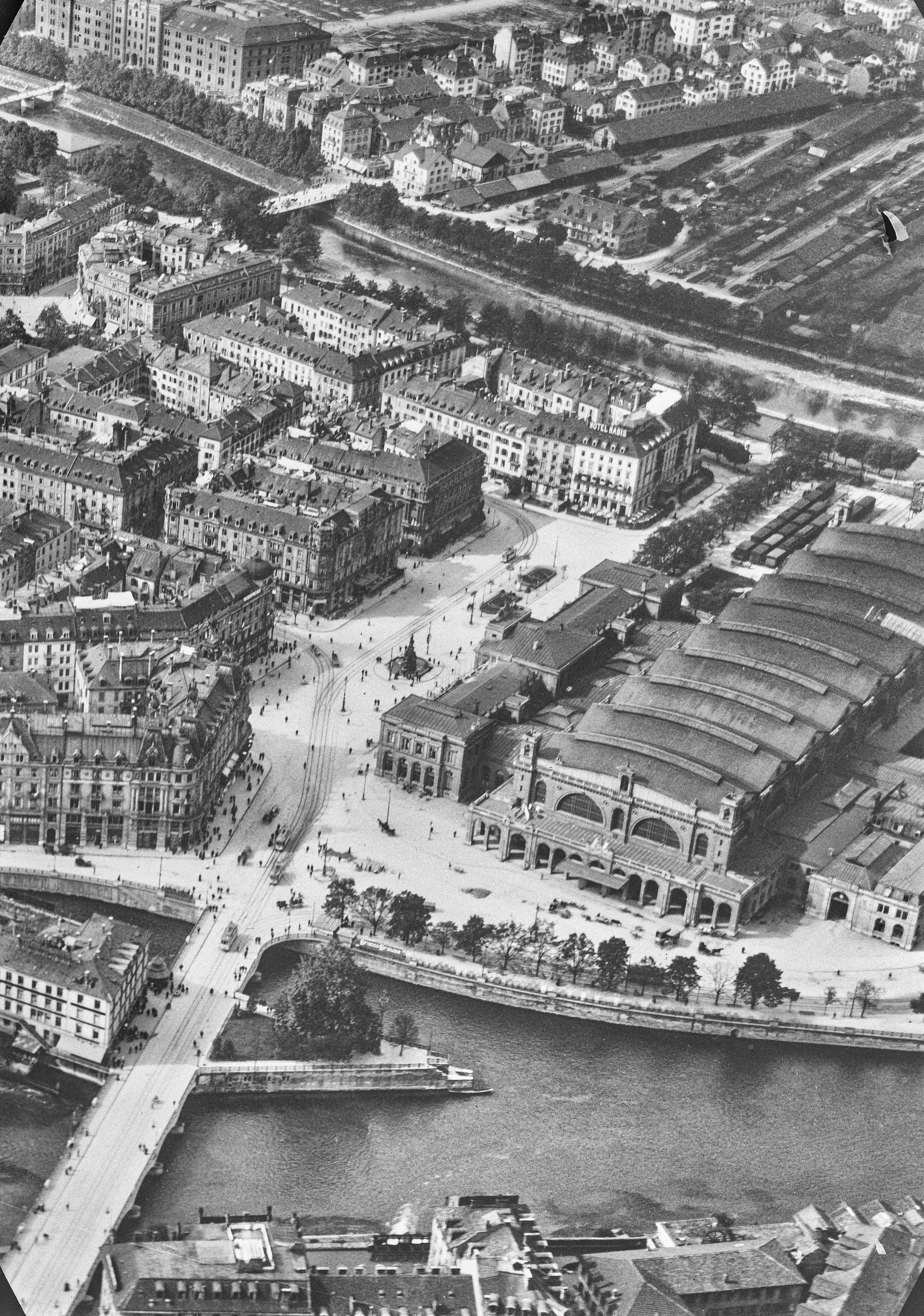

火车站桥（Bahnhofbrücke）是瑞士苏黎世市中心的一座桥梁，连接利马特河东西两岸的中央广场和苏黎世火车总站，3、4、6、7、10、15路电车和31、33、34、46路巴士以及利马特河游船经此。
该桥建于1847年，1863年命名。